# Chapelle du Cardinal du Portugal
La Chapelle du Cardinal du Portugal (Cappella del Cardinale del Portogallo ou Cappella di San Giacomo) est une chapelle de l'époque Renaissance située à Florence dans la nef de gauche de l'église de San Miniato al Monte.

## Historique
La chapelle est réalisée selon la volonté testamentale du cardinal Jaime de Portugal, membre de la famille royale du Portugal mort à Florence le 27 août 1459 à l'âge de 25 ans.
L'architecte est traditionnellement indiqué comme étant Antonio Manetti, suiveur de Brunelleschi mort en 1460, mais les documents de paiement confirment l'intervention de l'atelier des frères Antonio et Bernardo Rossellino.

## Images

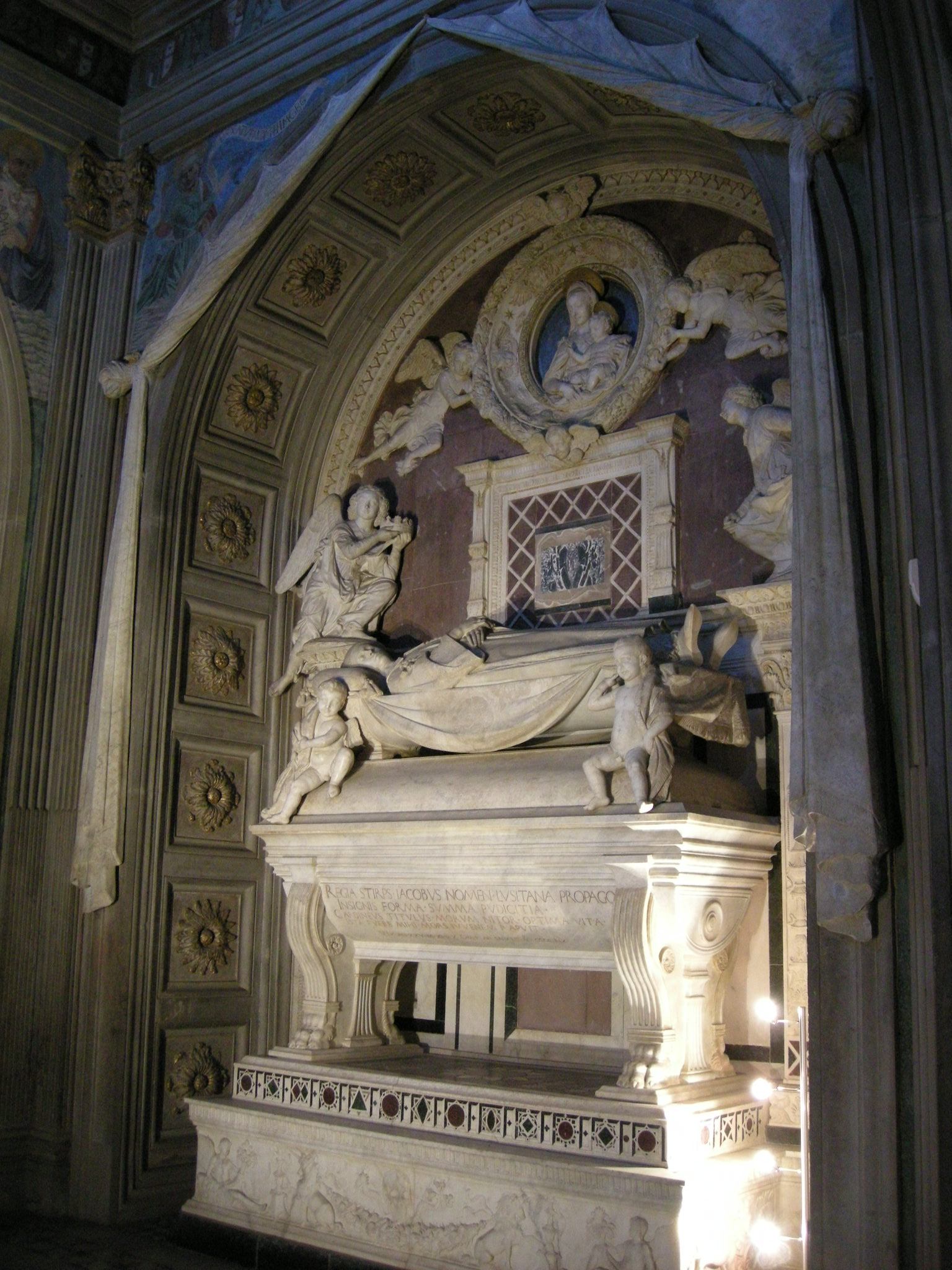
La tombe du cardinal;
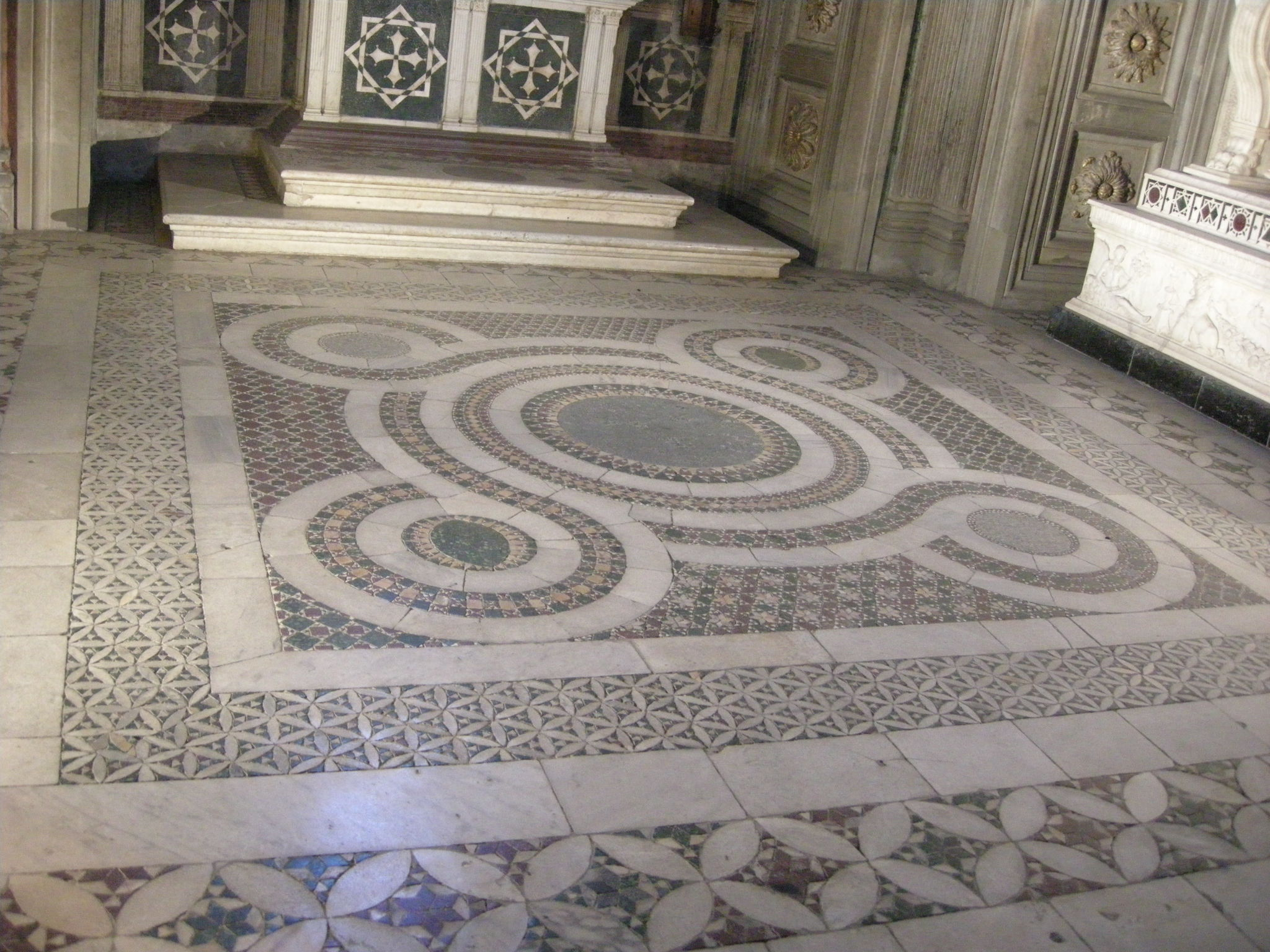
Le pavement .
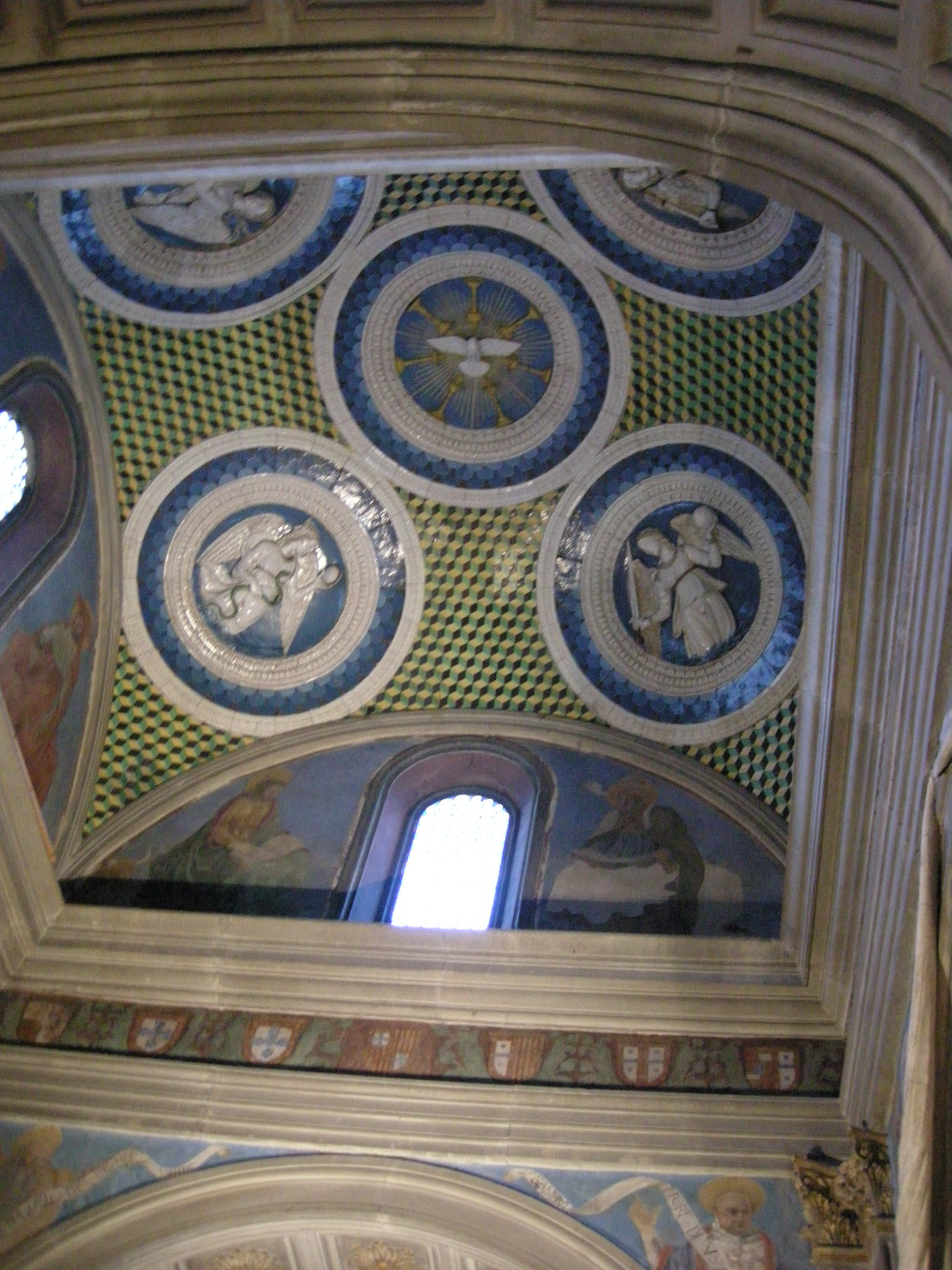
Plafond : Tondi de Luca della Robbia et fresques de Alesso Baldovinetti .
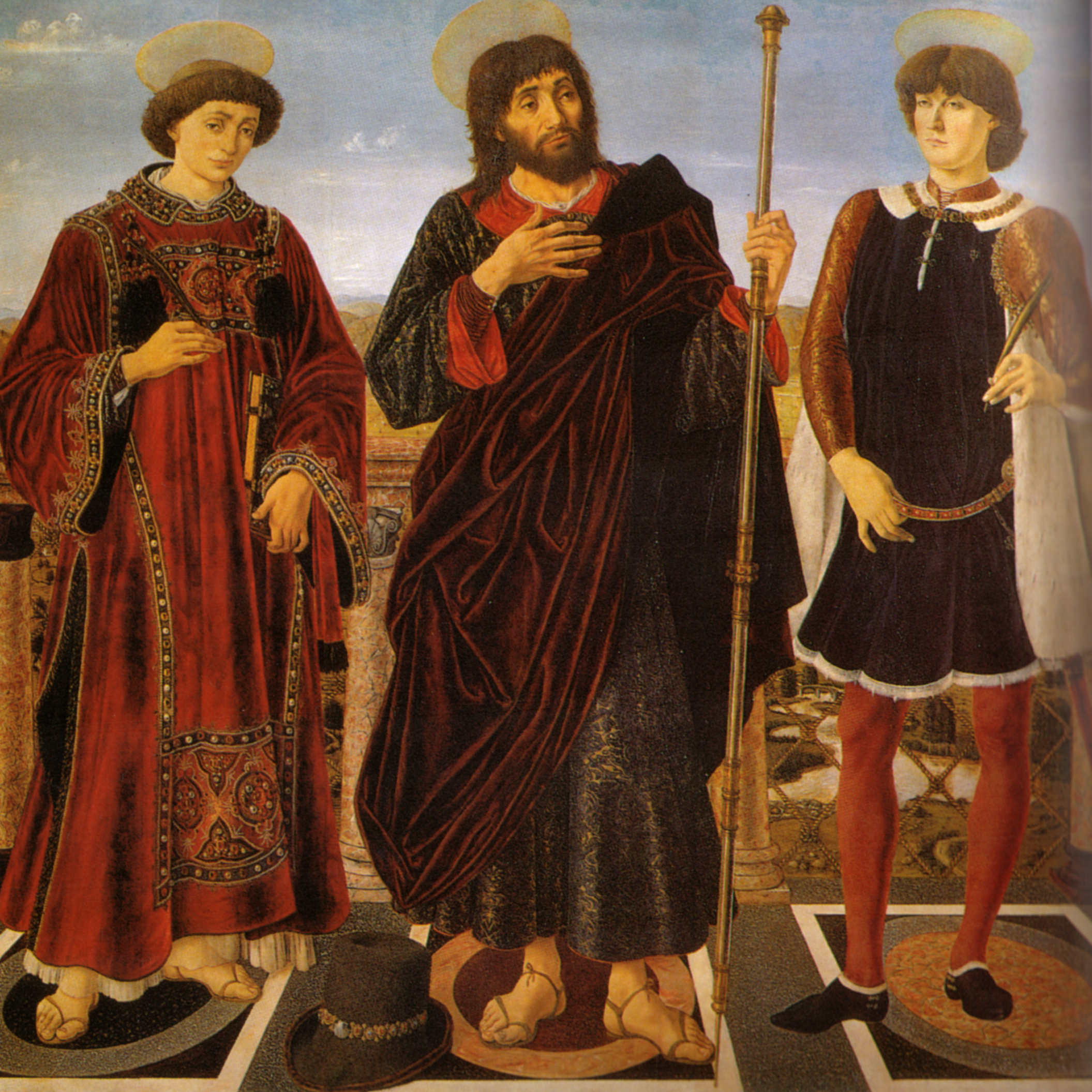
Le retable, de Piero et Antonio Pollaiuolo .